# Notazione modale
Nella musica medioevale i modi ritmici avevano un semplice segno di note lunghe e note brevi che appariva sulle note stesse che altrimenti sarebbero apparse uguali. La notazione modale fu sviluppata dai compositori della Scuola di Notre Dame, 1170-1250, sostituendo le corrispondenti precedenti notazioni, della prima polifonia, che non mostravano il valore delle note. La notazione modale si rifece alla metrica della poesia classica e fu la prima pietra che darà poi vita alla moderna notazione mensurale.
La lettura e l'esecuzione delle musiche era basata sul contesto; un cantore sapeva quale lunghezza dare alle note, più o meno lunga, dalla metrica  dei versi che cantava e da una indicazione posta all'inizio della strofa rappresentata da un numero. Dopo aver capito quale dei sei modi applicare al neuma, il cantore continuava sulla falsariga fino alla fine della frase o della cadenza. I modi erano indicati attraverso l'uso di legature che raggruppavano fra loro gruppi di neumi. L'esecutore doveva essere capace di riconoscere quale gruppo, fra i sei, utilizzare per una data frase.
Sebbene l'uso dei modi ritmici sia una caratteristica della Scuola di Notre Dame, specialmente delle composizioni di Léonin e Pérotin, esso è predominante nell'Ars antiqua fino alla fine del XIII secolo.
Le composizioni che erano permeate dal ritmo modale furono l'organum della Scuola di Notre Dame (fra i più famosi l'"organum triplum" e l'"organum quadruplum" di Perotin) e il discanto clausula. Più avanti nel secolo nei mottetti di Pietro della Croce e di molti altri autori anonimi, che derivavano dal discanto clausula, venne usato il ritmo modale.
Nel sistema modale, come si è detto sopra, vi erano sei modi ritmici che vennero scoperti consultando il famoso trattato anonimo, del 1240, De mensurabili musica. Ogni modo era composto da una sequenza di note lunghe e brevi che potevano assumere la disposizione seguente:
1. Longa - Brevis
2. Brevis - Longa
3. Longa - Brevis - Brevis
4. Brevis - Brevis - Longa
5. Longa - Longa
6. Brevis - Brevis - Brevis
Nonostante questo sistema di sei modi sia riportato dai teorici medioevali, solo i primi tre sembra siano stati utilizzati nel periodo modale, con il secondo meno utilizzato del primo e del terzo. Il quarto modo non si è mai riscontrato mentre il quinto e il sesto si pensa non siano stati utilizzati per l'uniformità del ritmo.
Altri compositori che trattarono il sistema modale furono Anonymous IV e soprattutto Francone da Colonia che, nel suo trattato Ars cantus mensurabilis, riconobbe il limite del sistema e fece le prime proposte per un tipo di notazione che indicasse la durata di ogni nota mediante una diversa rappresentazione delle stesse secondo il loro valore di durata.